# Конгамато

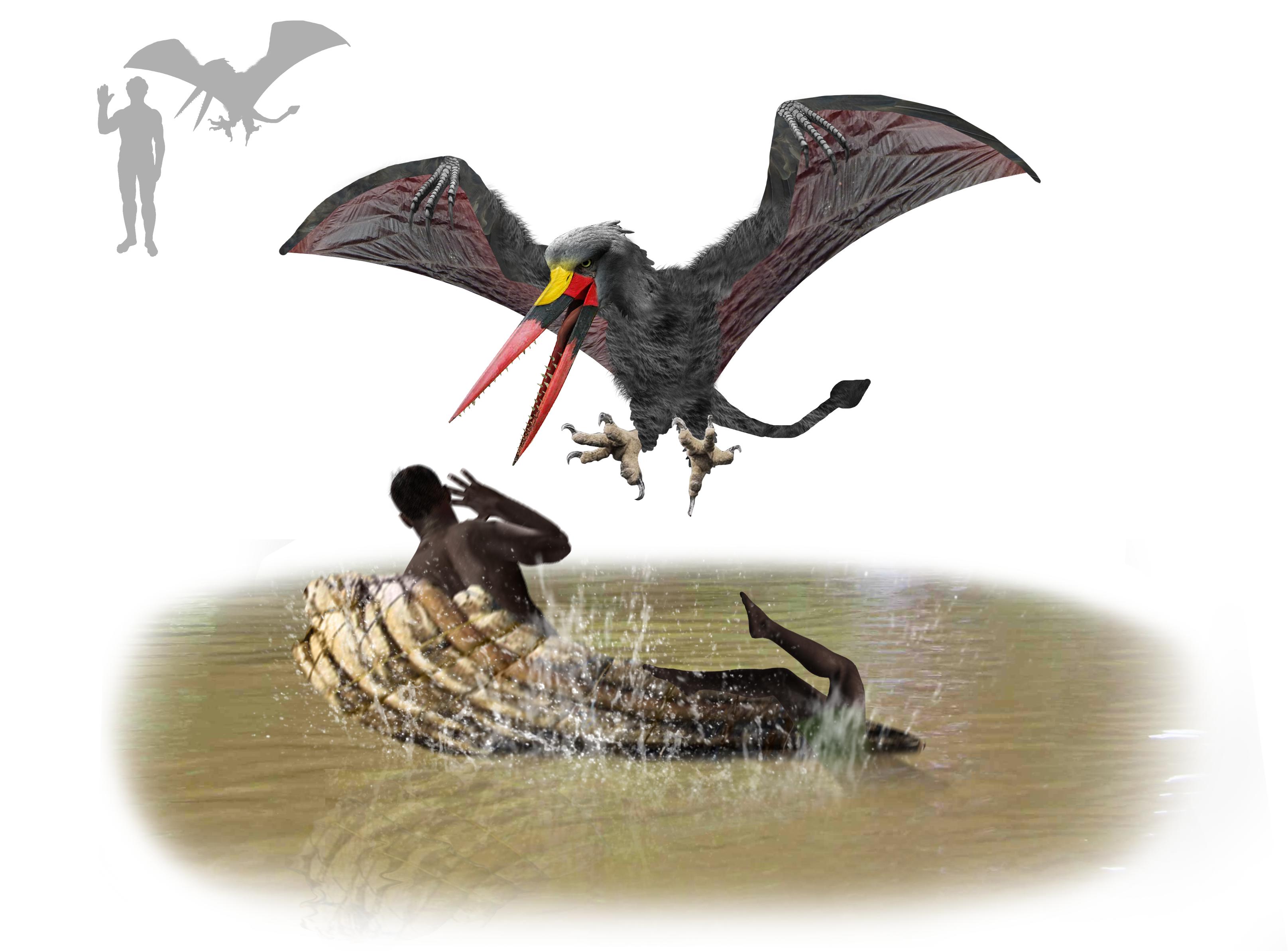
Современная фантазия на тему конгамато

Конгамато (букв. ломающий лодки) — агрессивное летающее либо водоплавающее чудовище из африканских легенд. Его также иногда считают птерозавром, дожившим до настоящего времени. Энтузиасты криптозоологии считают, что оно живёт в области Мвинилунга в районе болот Джинду на территории западной Замбии, Анголы и Демократической Республики Конго.
Фактического подтверждения существования конгамато нет, о нём лишь свидетельствуют различные люди, как местные жители, так и европейские гости. Предполагают, что за монстра ошибочно приняты большие птицы (например, седлоклювый ябиру, большой аист, птица-носорог) или большие летучие мыши, когда оно описывается летающим, или пресноводные скаты, когда оно описывается плавающим.

## Рассказы о конгамато
Фрэнк Мэлланд в своей книге 1923 года In Witchbound Africa описывает конгамато как животное, живущее вдоль некоторых рек, очень опасное, часто атакующее маленькие лодки и любого, кто его беспокоит. Оно, как правило, описывается как имеющее красную или чёрную окраску, с размахом крыльев от 4 до 7 метров. Представители местного народа каонде идентифицировали его как похожего на птеродактиля после того, как увидели показанную им Мелландом картинку из книги.
В 1932 году американский зоолог и искатель «неуместных артефактов» Айвен Т. Сандерсон был, по его словам, атакован с воздуха летающим зубастым монстром в долине Асунбо. Чтобы спастись от него, он прыгнул в реку. После этого он сразу же выстрелил в монстра из револьвера, но тот остался жив и улетел. Сандерсон описывал существо как подобное огромному орлу с длинным острым клювом и зубами на нём, с размахом крыльев 3,5 метра.
В 1956 году инженер Браун якобы видел существо в Форт-Розбери возле озера Бангвеулу в Северной Родезии (ныне Замбия). Было около 6:00 вечера, когда он увидел двух существ, летевших медленно и тихо прямо над его головой. Он отметил, что они выглядели «доисторическими». Он оценил размах их крыльев от около 3 ½ до 3 футов (1 метр) и расстояние от клюва до хвоста длиной около 4 ½ футов (1,5 метра). Существа, по его словам, имели длинные тонкие хвосты и узкие головы, которые он сравнивал с удлинённой мордой собаки.
Также рассказывают, что в 1957 году в больницу в Форт-Розбери пришёл пациент с тяжёлой раной в груди, утверждая, что существо, похожее на большую птицу, напало на него в болотах Бангвеулу. В ответ на просьбу нарисовать существо он изобразил нечто, напоминающее птерозавра.
Любопытно, что соответствующий район позиционируется как отличное место для наблюдений за птицами, но никаких больших летающих животных, похоже, не было замечено здесь ни при каких посещениях орнитологов.
Подобные легенды ходят также в Анголе, Зимбабве, Демократической Республике Конго, Намибии, Танзании и Кении.